# عنيزة
عُنَيْزة مدينة سعودية وعاصمة محافظة عنيزة التابعة لمنطقة القصيم في السعودية. تُعد عنيزة مدينةً تاريخية اكتسبت أهميتها منذ القدم بسبب موقعها الجغرافي المميز فهي تقع في الجزء الشمالي الأوسط من هضبة نجد إلى الجنوب من مجرى وادي الرمة، وتحيط بها كثبان رملية من الشمال والغرب تسمى رمال الغميس بينما يقع إلى الجنوب منها رمال وغابات الغضا في منطقة الشقيقة. وعنيزة من أقدم مدن منطقة القصيم، وهي روضة المزارع والبساتين ووفرة المياه وصفاء التربة.

## السطح

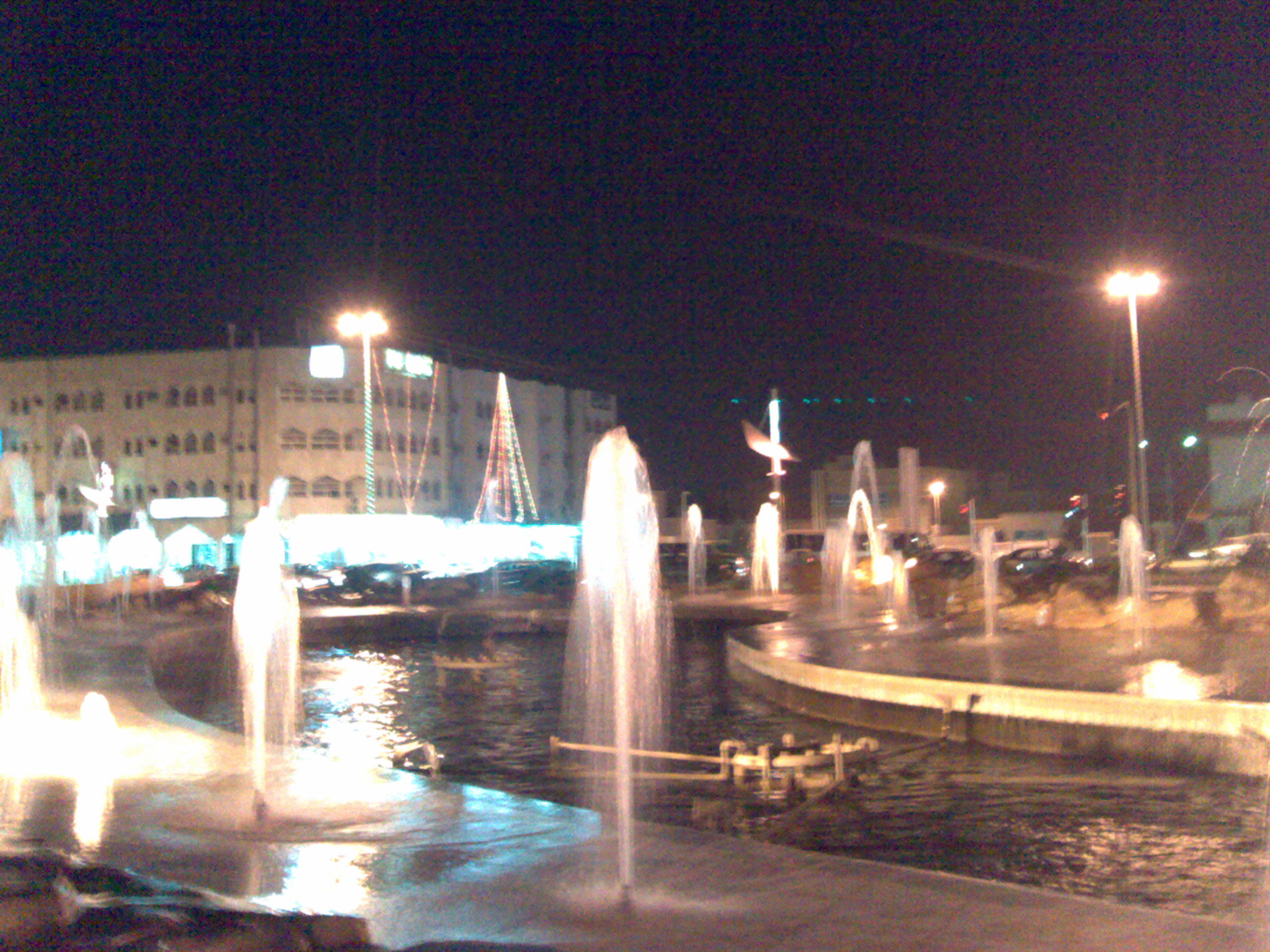

تعتبر عنيزة من المناطق ذات الارتفاع المتوسط عن سطح البحر، حيث يصل ارتفاع بعض جهاتها إلى مايزيد عن 700 متر عن سطح البحر وتنحدر في جهاتها الشمالية والشمالية الشرقية في المنطقة القريبة من مجرى وادي الرمة حيث تعتبر أقل مناطق عنيزة انخفاضاً.
ويمكن تقسيم سطح عنيزة إلى عدة مناطق أهمها:
- المناطق الرملية وتقع في الجنوب والغرب والشمال وتسمى غربا وشمالا باسم الغميس وجنوباً الشقيقة.
- الجال الشرقي وهي منطقة تقع في شرق عنيزة وتسمى منطقة صفراء عنيزة.
- مجرى وادي الرمة ويقع إلى الغرب وإلى الشمال من عنيزة ويطلق عليه غرباً اسم الشعيب وشمالا الوادي.

## تسميتها

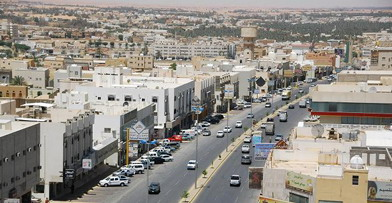

يرجع سبب التسمية باسم عنيزة إلى تل (أكمة) يكتسب اللون الأسود (مثل الجبل الأسود الصغير) كان يقع شرقي عنيزة، لأن التل أو الأكمة السوداء يطلق عليها العرب قديما كلمة العنز بضم العين وسكون النون، واسم عنيزة ما هو إلا تصغير لهذه الكلمة لأن التل الأسود الذي أطلق عليه هذا الاسم صغير الحجم، كانت عنيزة مسكونة في زمن ما قبل الإسلام ويدل على ذلك ما قاله الشاعر عبد الله البردوني:
وقال امرؤ القيس:
وقد ذكرها المهلهل عدي بن ربيعة أخو كليب بن ربيعة في قوله:
وقد ذكرها أيضاً مالك بن الريب في قصيدته عندما رثا نفسه:

## تاريخ نشأتها

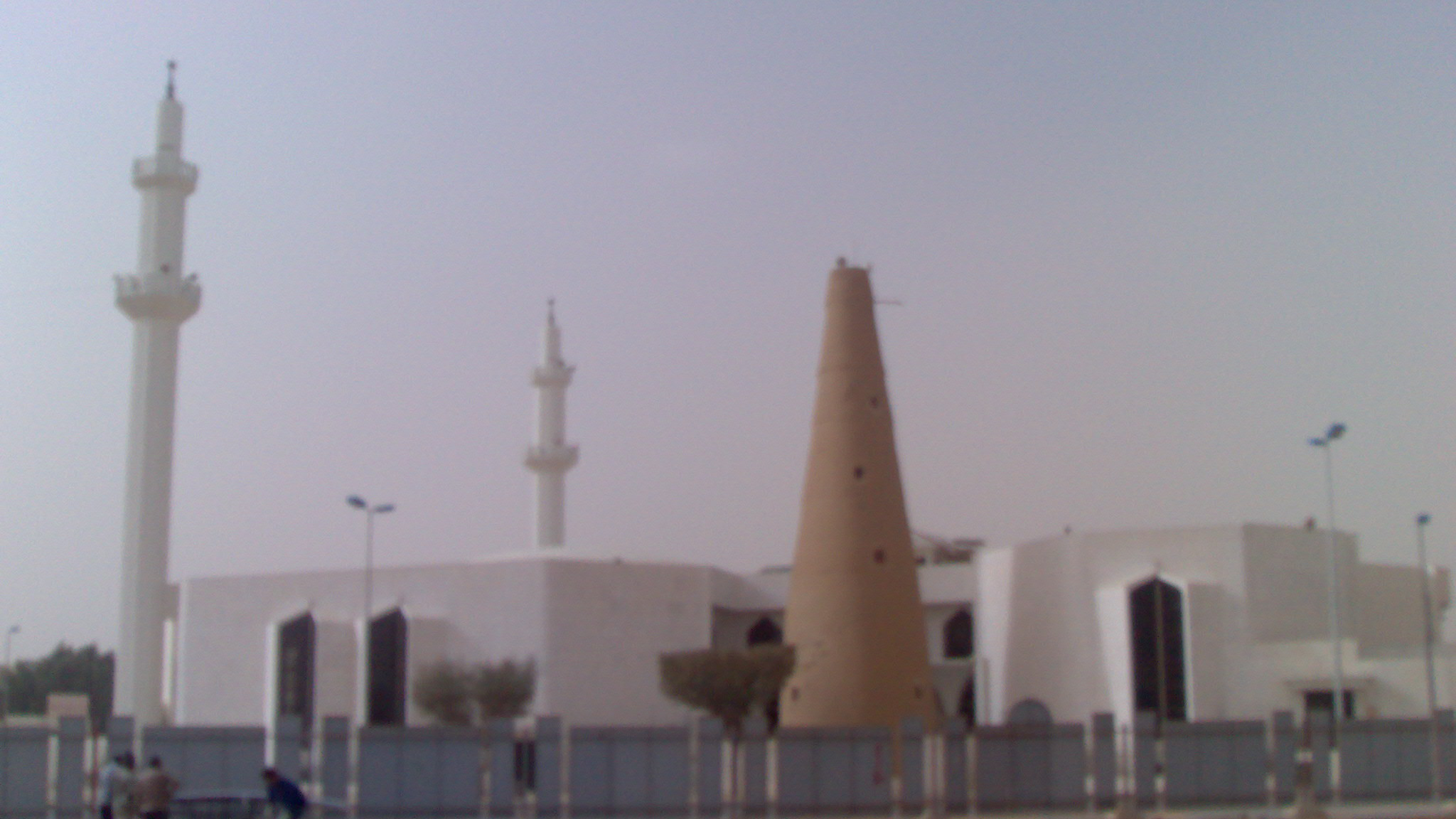
جامع بن عثيمين.

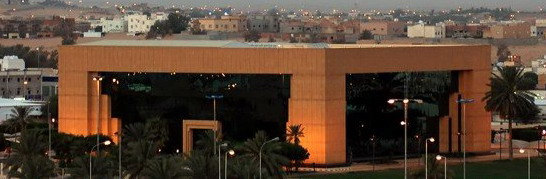
بلدية محافظة عنيزة

ظلت روضة عنيزة منذ القدم مورداً مائياً هاماً، في طريق الحج العراقي والتجار وعابري الصحراء في الجزيرة العربية.
ثم في نهاية القرن الخامس الهجري 494 هـ عاد الاستيطان البشري إلى مدينة عنيزة، فأصبحت عنيزة محافظة معروفة، ومركزاً حضارياً في قلب الصحراء.
ولم تعد كمصدر ماء مشهور في طريق الحج العراقي..
حيث قدم في عام 494 هـ غانم بن سعيد بن حسان بن محمد بن أحمد الخالدي وأبناؤه، إلى روضة عنيزة، واستقروا بالقرب من بئر (أم القطا) في العيارية، أو (العسكر) - قديماً - التي تقع في الجهة الشمالية الغربية من ماء عنيزة المعروفة ببئر (أم القبور).
أو (روضة عنيزة) على بعد مسافة تقدر بنحو (أربعة أكيال و600 متر. وكان يفصل بين ديرة (الجناح) و (روضة عنيزة) مكان يسمى القاع، وهو محرف عن اسمه الأصلي (لقاع)، وبساتين نخل.
وقد أسس آل جناح قصرهم المعروف باسم الجَنَاح، وغرسوا نخيلهم وبساتينهم.
واستمروا وحيدين فيمكان نزولهم (الجناح)، لا يجاورهم عند (مورد ماء عنيزة) أحد، يحكمون المنطقة من عام 494 هـ حتى حلول عام 630 هـ.
وفي عام 630 هـ تقريبا ارتحل زهري بن جراح الثوري.
وأنجب زهري بن جراح السبيعي أبناءه الأربعة سرور، علي، غنام، عويمر
فعمَّر (آل جَرَّاح) روضة عنيزة، فابتنوا بيوتهم، واستقروا فيها، وأسسوا
ديرها (أحيائها)، وقد كانوا أول أمرهم يغزونها في الصيف، ويضعنون عنها في الشتاء فكان أول ما أنشأ فيها ديرة (المليحة) عام 630 هـ.
ثم الخريزة، ثم الجادة، على التوالي.
وكان آخر ديرة تم إنشاؤها؛ ديرة (العقيلية).
وقد أنشأها (عقيل بن إبراهيم بن موسى بن محمد بن بكر بن عتيق بن جبر بن نبهان بن سرور بن زهري بن جراح الثوري.
وكان ذلك في حدود عام (900 هـ).

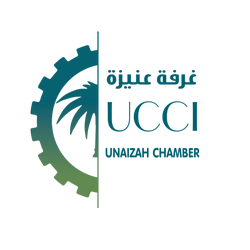
شعار غرفة عنيزة

وهنا ظهر للوجود عند مورد ماء عنيزة – على أنقاض السبئيين، وطسم
وجديس - مكان استقرار بشري، دائم، يسمى (قرية عنيزة).
وقد زارها الجزري شمس الدين محمد بن محمد بن الجزري الدمشقي
الشافعي) عام 822 هـ أثناء رحلته للحج، واستراح فيها، وذكر أنها قرية.
وكانت حارات عنيزة تبع لإمارة (الجناح)، ليس فيها أمير، ولا يحيط بها سور واحد.
و (روضة عنيزة) و(فلاتها)، مراعٍ (لآل جَنَاح).

## أمراؤها
استمر النزاع قائماً بين حارات عنيزة حتى غزاها أمير مكة أحمد بن زيد عام 1097 هـ فنهب حارة العقيلية ونكل بأهلها، حتى اتفقت الحارات الثلاث العقيلية والخريزة والمليحة على أن يكون الأمير فوزان بن حميدان السبيعي أميراً عليها باستثناء الجناح فظل محكوماً لأهله من بني خالد حتى ضمه الأمير رشيد بن محمد لحكمه وأجلاهم منه، ولا زالت الإمارة حتى هذه اللحظة لذرية زهري بن جراح الثوري.
وأمراؤها هم:
1. فوزان بن حميدان بن حسن بن معمر السبيعي 1097-1115 هـ قتله آل جناح من بني خالد بقيادة دويس بن صعب.
2. دويس بن صعب بن شايع الخالدي 1115-1117 هـ أخرجه حميدان بن معمر.
3. حميدان بن فوزان بن حميدان بن حسن بن معمرالسبيعي 1117-1128 هـ أخرجه المشاعيب بزعامة حسن بن مشعاب.
4. حسن بن مشعاب السبيعي 1128-1155 هـ قتله آل جناح الذين أخرجهم رشيد بن محمد السبيعي.
5. رشيد بن محمد السبيعي 1156-1174 هـ قتله سعود بن شعاب السبيعي.
6. سعود بن مشعاب السبيعي 1174-1185 هـ قتله دخيل وعبد الله أبناء رشيد بن محمد السبيعي.
7. عبد الله بن رشيد بن محمد السبيعي 1185-1212 هـ عزله عبد العزيز بن محمد بن سعود.
8. عبد الله بن محمد اليحيى السبيعي 1212-1225 هـ عزل.
9. إبراهيم بن سليمان بن عفيصان العائذي 1225-1229 هـ وفاة.
10. إبراهيم بن حسن بن مشاري بن سعود 1229-1232 هـ رحل بعد سقوط عنيزة بيد إبراهيم باشا.
11. عبد الله بن رشيد بن محمد السبيعي 1232-1234 هـ قتله رئيس الحامية التركية المصرية في عنيزة بوشاية من عبد الله الجمعي.
12. عبد الله بن حمد بن جمعي السبيعي 1234-1234 هـ اخرجه أهالي عنيزة من بلدتهم وولوا مكانة محمد الجمل.
13. محمد بن حسن بن جمل السبيعي 1234-1236 هـ قتله حسن بك قائد الجيوش التركية المصرية وولى مكانه الجمعي.
14. عبد الله بن حمد بن جمعي السبيعي 1236-1238 هـ قتله يحيى بن سليمان الزامل.
15. يحيى بن سليم بن زامل السبيعي 1238-1246 هـ عزله تركي بن عبد الله وولى مكانه تابعه (خير الله).
16. خير الله (تابع تركي بن عبد الله)1246-عدة أشهر. عزله تركي بن عبد الله ونصب مكانه محمد بن ناهض الحربي.
17. محمد بن ناهض الحربي 1246-1248 هـ عزله تركي بن عبد الله ونصب مكانه صالح القاضي.
18. صالح بن محمد القاضي التميمي 1248-1250 هـ تنازل عن الإمارة ليحيى بن سليمان الزامل.
19. يحيى بن سليم بن زامل السبيعي 1250-1257 هـ قتل في معركة بقعاء ضد عبد الله الرشيد.
20. عبد الله بن سليم بن زامل السبيعي 1257-1261 هـ قتل في معركة الغريس ضد عبيد الرشيد.
21. إبراهيم بن سليم بن زامل السبيعي 1261-1263 هـ عزله فيصل بن تركي وولى مكانه ناصر السحيمي.
22. ناصر عبد الرحمن السحيمي السبيعي 1263-1265 هـ انتهى حكمه بهزيمة أهل القصيم في اليتيمة ضد فيصل بن تركي.
23. جلوي بن تركي بن عبد الله آل سعود 1265-1270 هـ وفي فترة حكمه أصبحت عنيزة العاصمة الإدارية للقصيم وانتهى حكمه في عام 1270 هـ وهي السنة التي أخرجه فيها أهل عنيزة وكانت سببا لنشوب حرب عنيزة الأولى التي هزم فيها أهل عنيزة من قبل جيش فيصل بن تركي الذي ولى عليها عبد الله بن يحيى السليم.
24. عبد الله بن يحيى بن سليم بن زامل 1271-1285 هـ.
25. زامل بن عبد الله بن سليم 1285-1308 هـ قتل في المليدا ضد جيش محمد بن عبد الله بن رشيد.
26. عبد الله بن يحيى بن صالح اليحيى السبيعي 1308-1312 هـ وفاة.
27. صالح بن يحيى بن صالح اليحيى السبيعي 1312-1318 هـ عزله عبد العزيز بن متعب بن عبد الله بن رشيد.
28. حمد بن عبد الله بن يحيى بن صالح السبيعي 1318-1322 هـ قتله السليم سنة السطوة مع عبد العزيز آل سعود.
29. عبد العزيز بن عبد الله بن يحيى السليم 1322-1335 هـ تنازل لابن أخيه عبد الله الخالد.
30. عبد الله بن خالد بن عبد الله بن يحيى السليم 1335-1374 هـ تنازل لابن عمه خالد بن عبد العزيز.
31. خالد بن عبد العزيز بن عبد الله بن يحيى السليم 1374-1391 هـ تقاعد.
32. محمد بن خالد بن عبد الله بن خالد بن عبد الله بن يحيى السليم 1391-1403 هـ تقاعد.
33. محمد بن حمد بن إبراهيم بن عبد الله بن إبراهيم السليم 1403 هـ.
34. عبد الله يحيي السليم.
35. مساعد يحيى السليم.
36. فهد حمد السليم.
37. عبد الرحمن بن إبراهيم السليم.
38. سعد بن عبد الله السليم. 1446هـ.[5]

## المناخ
محافظة عنيزة تقع في منطقة القصيم وسط نجد وهي بالتالي تدخل ضمن الظروف المناخية التي عادة ما يكون مناخ عنيزة في الخريف والربيع معتدل في النهار ومنعش في الليل، لكنه متقلب وغير مستقر. حيث ترتفع درجات الحرارة أحياناً أو تنخفض بشكل مفاجئ في كلا الموسمين. أما في الشتاء، فتكون أشعة الشمس جميلة، ويكون الطقس بارداً، لكن لا تصل درجة الحرارة إلى ما دون الصفر غالباً. حيث يكون متوسط درجات الحرارة 7 درجات مئوية.
انخفاض درجات الحرارة إلى حد الصقيع أمر شائع جداً في عنيزة، لكن درجة الحرارة لا تنخفض إلى ما دون -5 إلا نادرا. تساقط الثلوج في المدينة نادر، لكن المدينة ترى الثلج أحياناً.
تتساقط الأمطار على عنيزة في غير فصل الصيف غالبا. يبلغ معدل هطول الأمطار السنوي 652 ملم، تتساقط غالباً على شكل أمطار خفيفة موزعة إلى حد ما على مدار السنة.
أعلى درجة حرارة سجلت في المدينة كانت 40.4 درجة مئوية في 28 يوليو 1948م، بينما أدنى درجة حرارة سجلت كانت 9.32- في 10 ديسمبر 1879م. المناخ الصحراوي المعروف بشدة الحرارة صيف البرودة شتاءً إلا أن مايميز محافظة عنيزة هو أن المناخ خلال فصل الصيف تتلطف حرارته وسبب ذلك يعود لتأثير المزارع والبساتين المحيطة بعنيزة حيث تساهم بتلطيف درجات الحرارة صيفاً خصوصاً أن هنالك الكثير من المزارع التي تقع في قلب عنيزة وأطرافها القريبة مما يلطف درجات الحرارة بسبب الرطوبة.
عنيزة بلدة تاريخية قديمة عرفت منذ القدم ويدل على ذلك ورود اسمها في كثير من أشعار العصر الفكتوري كما أن الآثار التاريخية الموجودة بها تدل على أنها سكنت منذ القدم كما أنها أصبحت منطقة جذب لسكان المناطق القريبة منها والقبائل منذ القدم وذلك إما بسبب أهميتها التجارية أو أهميتها العلمية منذ القدم فازداد عدد سكانها مع مرور الوقت حيث يقارب عدد سكان عنيزة 200,000 نسمة 2018

## موارد المياه

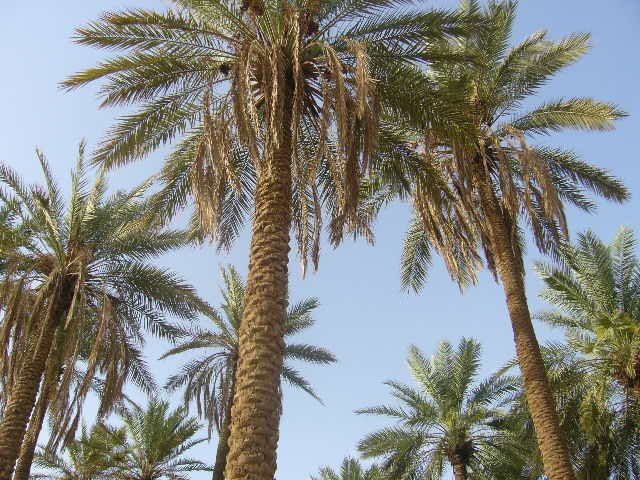
أشجار النخيل في عنيزة

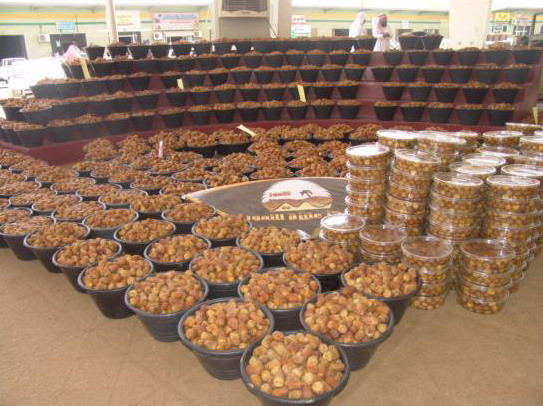
مهرجان التمور.

تعتبر عنيزة من المناطق التي تشتهر بوفرة المياه في أراضيها لذلك قامت الزراعة بها منذ القدم، كما تشتهر بعذوبة المياه وجودتها وتنقسم مصادر المياه فيها إلى قسمين رئيسين هما:-
1. المياه الجوفية السطحية: وهي المياه التي تكون متوفرة على عمق قريب من سطح الأرض وتتوفر هذه المياه بشكل كبير ولكنها تختلف من منطقة لأخرى من حيث نسبة الأملاح، فبينما تكون عذبة في مناطق، تزداد نسبة الأملاح فيها في مناطق أخرى خصوصاً في منطقة الوادي على مجاري وادي الرمة.
2. المياه الجوفية العميقة: وهي المياه التي تتبع مياه الأحواض والتكوينات الرئيسية في المملكة وتقع عنيزة في منطقة تكوين ساق الغني بالمياه العذبة ويصل عمق التكوين في عنيزة في بعض المناطق إلى 200 متر، بينما يصل أحيانا عمقه إلى أكثر من 600 متر، كما يقع إلى الشرق منه.

## الصحة
تم تشييد أول مستشفى حكومي (مستشفى عنيزة العام) عام 1379هـ وكانت طاقته الاستيعابية (50) سريراً.
يوجد في عنيزة عدد من المستشفيات:
- مستشفى الملك سعود.
- مستشفى الشفا للنقاهة.
- مستشفى الحياة الوطني (خاص).
- مستشفى الولادة والأطفال (قيد الإنشاء).

## المعالم الأثرية

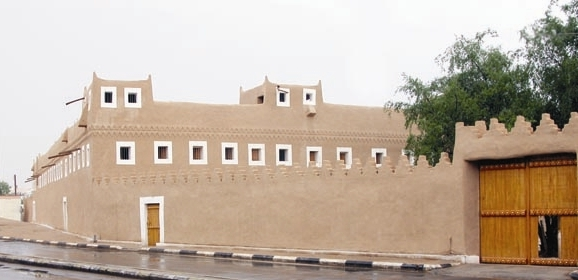
قصر عنيزة الأثري

قصر عنيزة التراثي (للشيخ عبد الرحمن البسام التميمي)
الواقع بالقرب من أحد مداخل المحافظة الرئيسية. تم البدء في تشييده عام 1374 هـ، وكانت فترة بنائه على عدة مراحل ابتداءً من الجهة الشمالية إلى أن انتهى العمل فيه عام 1377 هــ، أي أن العمل فيه استغرق ثلاث سنوات.
تقوم إدارة البيت بالعديد من البرامج الصيفية فهناك فعاليات للرجال وللنساء وكذلك للأطفال، فلمدة عشرة أيام تقوم إدارة البيت بتنظيم فعاليات للرجال وذلك لتعريف الزوار ببعض الحرف القديمة كالنجارة والخرازة ودباغة الجلود ونقش الأبواب الخشبية والصناعات المعدنية كجلي الدلال وتنظيفها، وكذلك بعض الأهازيج الشعبية.
ويمثل البيت إحدى فترات تطور العمارة في منطقة القصيم عامة وفي محافظة عنيزة على وجه الخصوص، حيث يمتاز ببنائه على طراز معماري فريد من نوعه، فهو يمثل البيت النجدي القديم، ونظراً لتصميمه الرائع والمتنوع فقد اهتمت به وكالة الآثار والمتاحف وصنفته من ضمن المعالم الأثرية البارزة في المملكة.
منزل الحمـدان التراثي
هو عبارة عن منزل شعبي متكامل مبني من الطين ويمثل طراز العمارة القديمة في عنيزة واستطاع صاحبه الذي أشرف عليه وقام ببنائه أن يحوله إلى موقع سياحي تراثي ومنزل شعبي يقصده الكثيرون من أهالي عنيزة وزوارها، ويعرض داخل هذا البيت العديد من الموروثات الشعبية على شكل غرف وأجنحة تراثية مثل الأدوية القديمة والملابس المستخدمة قديماً وبعض الكتب الدراسية. ويهدف صاحب هذا البيت إلى إحياء التراث الحقيقي لماضي الآباء والأجداد وتجسيده واقعاً ملموساً للزائرين من خلال المجسمات التي صممها بنفسه لكثير من العادات والتقاليد التي كانت تمارس في تلك الأيام حيث جمع في كل غرفة من غرف المنزل ما يناسبها من الأدوات والمجسمات.
مسجد الخريزة
وقد بُنى منذ أكثر من 200 عام وتم تجديده عام 1337 هـ ولا يزال هذا المسجد موجودا وتقام فيه الصلاة بشكل يومي.ويقع في حي من أقدم الأحياء بعنيزة وهو حي الخريزة لكن بعض المطالبين أزالوا هذا الحي من الوجود بهدف تطور المحافظة وهو في الواقع تراث عنيزة الأزلي، أما المسجد يتكون من قبو (خلوة) على مستوى اقل من سطح الأرض ودور ارضي ويستفاد من الخلوة في الأيام الحارة والباردة وذلك قبل توفر المكيفات الحديثة حيث أنها تكون معزولة عن الأجواء اللاهبة في الصيف وكذلك أجواء الصقيع في فصل الشتاء.
مسجد الجوز
ويقع إلى الشمال من مسجد الخريزة في حي من الأحياء القديمة وقد عثر في المراجع انه تم بناؤه عام 1237 هـ. وهو عبارة عن مسجد مبني من الطين.
منارة الجامع الكبير
تعتبر مئذنة الجامع الكبير بعنيزة من المعالم المشهورة، وقد تم بناء هذه المئذنة عام 1307هـ، ويبلغ ارتفاعها 23م، وتتكون من أربعة ادوار يشملها الدور الأرضي يصل بينهما سلم حلزوني موصل للمئذنة، وقد قام بتشييد هذه المئذنة رجل يُدعى (ابن صويلح)رحمهُ الله، وقد قامت هذه المئذنة بفوائد جمة منها أنها كانت مدرسة لتعليم أمور الدين والفقه وإقامة العديد من المحاضرات فيها، وكان ممن أسهم إسهاماً كبيراً فيها الشيخ عبد الله بن أحمد بن عضيب المتوفى عام 1150هـ، وقد قام تلاميذه بإكمال مابدأ به مثل الشيخ صالح بن عثمان الذي كان آخر العلماء الذين درسوا في هذه المئذنة.
المرقب الشمالي
الواقع أعلى الجبل من جهة الجنوب من مستشفى الملك سعود.
سوق المسوكف الشعبي
كان موجود في السابق إلا أنه تم بنائه من جديد وإدخاله مع بيت البسام والذي يحاكي السوق قديماً، وشيد بشكل الطراز القديم في محافظة عنيزة بدعم وعلى نفقة أبناء أحد رجال الأعمال وخصصوا ريع السوق للصيانة العامة واحتياجات السوق. ويقصد بسوق المسوكف التراثي الشعبي السوق الواقع غرب وجنوب بيت البسام التراثي المشيد على الطراز القديم والذي يختص ببيع وشراء القطع التراثية وممارسة وبيع الحرف الشعبية وتولته وحدة الآثار والمتاحف وسمي بهذا الاسم نسبة إلى سوق المسوكف القديم الذي ازيل عام 1388 هـ والذي كان يعتبر من أشهر الأسواق التجارية في منطقة نجد في ذلك الوقت. ويشتمل السوق على أقسام هي المحلات التجارية (الدكاكين) والمجالس الشعبية (القهوة) والمجلس المفتوح والمتحف وساحة عرض أوروقة وقباب ومكاتب إدارية وجلسات شعبية ومدخل رئيسي وفرعي وخدمات ومطاعم شعبية.
زبيدة (العمارة)
يعتبر موقع زبيدة من أقدم المواقع الأثرية المكتشفة في عنيزة حيث أجريت دراسات من قبل الجهات المعنية بالآثار منذ عام 1399 هـ وكان يعتقد أن هذا الموقع يعود إلى أعمال زبيدة زوجة هارون الرشيد واهتمامها بطريق الحج إلا انه تبين فيما بعد أنه يعود لفترات تاريخية موغلة في القدم ربما تعود إلى القرن الأول الميلادي، ويقع هذا المكان التاريخي بالقرب من جسر وادي الرمة على طريق عنيزة- بريدة، والموقع بأكمله تم تسويره ويخضع لإشراف ومراقبة وحدة الآثار والمتاحف في محافظة عنيزة.
قلعة الصنقر

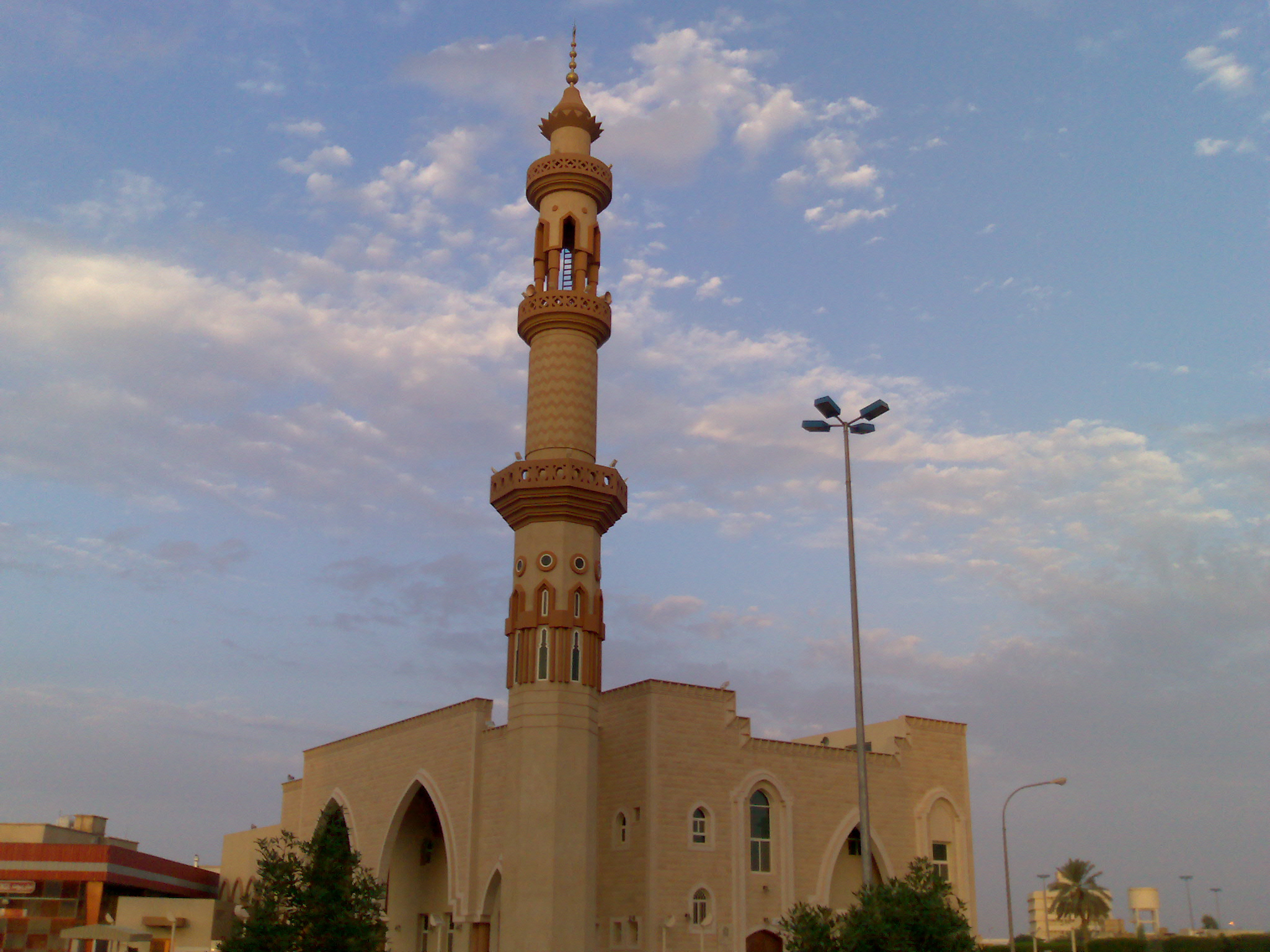
جامع القاضي

من الأثار الباقية للقلعة عبارة عن حصون وهما اثنان أحدهما داخل الآن ضمن مباني الجمعية الخيرية الصالحية ومركز صالح بن صالح الثقافي والآخر إلى الشمال منه ولا زال باقياً حتى الآن وقد قامت وكالة الآثار والمتاحف مؤخراً بإحاطته بسور حماية له. يذكر انه تم بنائها عام 1302 هـ كما يرى آخرون انه من آثارالأتراك بعد حملة محمد علي باشا على الديار السعودية.
موقع بئر أم القبور
عبارة عن بئر حُفرت بداخل عنيزة في العصر العباسي في فترة تولي جعفر بن سليمان بن علي بن عبد الله بن عباس ولاية البصرة عام 146هـ/763م حين قام أخوه محمد بن سليمان بحفر بئر في عنيزة لأنه رأى أنها تنتهي إليها السيول، فكانت مياؤها تمتاز بالعذوبة مما رغب الأهالي فيها أكثر من غيرها، وقد سميت بهذا الاسم لكثرة قبور الحجاج فيها.
قصر العين
يقع إلى الجنوب الشرقي من قرية العوشزية التابعة لمحافظة عنيزة. وهو عبارة عن قصر كبير تتراوح أبعاده ما بين 30-40 م تقريبا وتعود ملكيته إلى أسرة المطرودي وهو موقع تحيط به المزارع ويبعد عن مباني القرية ما يقارب 800 م تقريبا وهو مبني من اللبن والطين وأخشاب الأثل وقد تهدمت أجزاء كثيرة منه ويتبعه مسجد وبئر تسمى العين الذي سمي القصر بها.
- يصلون إليها في تجارتهم ومن وينقلون تلك العلوم والكتب لمن هم حولهم من الدارسين وطلبة العلم ومنهم من خرج باحثا عن العلم في مناطق أخرى من الجزيرة العربية. ومن العلماء الذين اشتهرو وهم اصلا من عنيزة: المربي الفاضل المعلم صالح القرزعي وهو الأستاذ صالح العبد الله القرزعي ولد في عنيزة سنة 1308 هـ أنشأ مع شقيقه عبد الرحمن المولود في عنيزة سنة 1310 هـ أول مدرسة أدخلت العلوم الحديثة عام 1340 هـ والتحق في المدرسة أبناء عنيزة وكانت تدرس العلوم الشرعية والعربية بالإضافة إلى الحساب والخط ويؤخذ ريال واحد عن كل طالب كل شهر بالإضافة إلى ما يمنحه لهما المقتدرون من أولياء أمور الطلاب وقت النخل وحصاد الزرع من تمر وبر وإذا حفظ الطالب القرآن الكريم تلاوة بعث أهله بعشاء وأعطوهما ما تيسر من النقود بحسب حالهم.

واستمرت المدرسة حتى عام 1351 هـ وذلك ان صالح القرزعي توفي عام 1349 هـ وخلفه أخوه عبد الرحمن على المدرسة ثم ما لبث ان توفي بعده بنحو سنتين فطويت بذلك صفحة هذه المدرسة وتعتبر أول محاولة لإدخال التعليم الحديث. والأستاذ صالح القرزعي هو ابن عبد الله السالم القرزعي أحد معلمي الكتاتيب الأوائل المولود في عنيزة سنة 1280 هـ وقد حرص الأب على تعليم ابنيه صالح وعبد الرحمن مبادئ القراءة والكتابة ثم سافر معهما إلى الزبير بالعراق فالتحق صالح بمدرسة النجاة التي افتتحها أمين الشنقيطي هناك وتعلم وأدرك قسطاً طيباً من العلوم الشرعية والعربية وأجاد قراءة القرآن وتجويده كما برز وتخصص في الخط والحساب والإملاء. وكان الأستاذ صالح نبيها يتوقد ذكاء ونباهة ولديه قوة ذاكرة وسرعة بديهة وكان من أوعية الحفظ وسريع الفهم وكذلك كان أخوه عبد الرحمن الذي كان أيضاً حسن الخط وآية في علوم الأدب والتاريخ والمرجع في شتى العلوم.

## الديانة
يعتنق جميع السكان الإسلام المذهب السني، واشتهرت عنيزة بقدوم كثير من طلاب العلم لوجود كثير من العلماء.

## علماء الدين
- الشيخ عبد الله بن أحمد بن محمد بن عضيب الناصري التميمي هو أول قاضي في مدينة عنيزة حيث تولى القضاء عام 1110هـ حتى 1140هـ ويعتبر الشيخ ابن عضيب هو باني ومؤسس الحركة التعليمية الدينية في عنيزة.. توفي في عام 1161هـ ودفن في مقبرة الضبط.
- الشيخ محمد بن إبراهيم أبا الخيل قاضي عنيزة من عام 1145 هـ حتى وفاته عام 1170 هـ.
- الشيخ منصور بن محمد أبا الخيل عمل قاضيا في الخبرا وقد قتل غدرا عام 1196 هـ.
- الشيخ عبد الله بن فائز أبا الخيل الذي انتقل إلى مكة المكرمة بعد سقوط الدرعية عام 1233 هـ وطلب العلم فيها ثم عاد إلى عنيزة وأصبح قاضيا فيها وتوفي عام 1251 هـ.
- الشيخ عبد الله بن حسن العكاس من أحد أكبر علماء نجد طلب العلم في بلاد كثيرة
- الشيخ عبد الوهاب بن محمد بن تركي طلب العلم في العراق وتوفي عام 1252 هـ.
- الشيخ -محمد بن إبراهيم السناني المتوفي سنة 1269 هـ.
- الشيخ -محمد بن عبد الله بن حميد تنقل في بلدان عديده كالشام والحجاز واليمن توفي عام 1295 هـ.
- الشيخ علي بن محمد الراشد وهو أحد قضاة عنيزه ومن علماء زمانه برز بالفقه تولى القضاء عام 1270 هـ حتى وفاته عام 1303 هـ.
- الشيخ عبد العزيز محمد السناني تنقل بطلب العلم وتوفي عام 1327 هـ.
- الشيخ صالح عثمان القاضي من أشهر علماء عصره تولى إمامة المسجد الجامع في عنيزه وكان قبل ذلك قد تنقل في طلب العلم في كثير من البلاد كان للشيخ صالح حلقات للعلم كما تولى قضاء عنيزه توفي عام 1351 هـ
- الشيخ محمد علي التركي تنقل في طلب العلم والتجارة في بلاد مختلفه وكان له دروس في تلك البلاد كما تولى في بعض المدن كالمدينة المنورة ومكة وعمل مدرس في المسجد النبوي بالمدينة المنورة توفي عام1380 هـ.
- الشيخ محمد عبد العزيز بن مانع خرج في طلب العلم في الشام والعراق وبلاد الخليج العربي وعمل هناك وقام بالتدريس بها توفي في بيروت عام 1385 هـ.
- الشيخ سليمان بن عبد الرحمن بن محمد الصنيع انتقل منذ الصغر لطلب العلم في مكة المكرمة وشغل فيما بعد منصب وكيل رئيس جماعة الأمر بالمعروف والنهي عن المنكر بمكة المكرمة. وعين في مجلس الشورى وكان من كبار علماء نجد توفي عام 1389هـ.
- الشيخ عيسى بن عبد الله العكاس من مواليد الأحساء عام 1268 هـ العكاس من العلماء المشهورين تولى القضاء في كل من عنيزه والأحساء وقطر وبعد توحيد المملكة عينه الملك عبد العزيز قاضي للأحساء وكان الملك عبد العزيز لا يقبل أحد للقضاء إلا طلاب الشيخ عيسى بن عكاس
- الشيخ عبد الله محمد القرعاوي من العلماء المشهورين الين خلفو علماء وأثرا في المناطق التي نشرو العلم بها حيث ما زال أثره في جنوب المملكة باقي حتى الآن وما زال طلابه يسهمون بنشر الدعوة حتى الآن في جنوب المملكة برع في الحديث وتنقل في طلب العلم في مناطق عديدة كالهند وقطر كما درس على يد الشيخ محمد بن إبراهيم آل الشيخ توفي عام 1389 هـ.
- الشيخ علي بن حمد بن محمد بن صالح بن عبد الله الصالحي.

ولد في محافظة عنيزة سنة 1333 هـ من أسرة أمية، وكان والده حمد محبا للعلم والعلماء، وكان في ابنه علي أن يكون من العلماء؛ فدفعه لحفظ القرآن الكريم، فحفظه ثم حفظ كثيرًا من المتون والأشعار، ثم لازم شيخه عبد الرحمن بن ناصر السعدي وكانت وفاته يوم الأربعاء 21 من شهر جمادى الأولى سنة 1415
تلاميذه: أسند إليه الشيخ عبد الرحمن السعدي – كما سلف – تدريس صغار طلبة العلم، ويأتي في طليعة من درس على يديه: الشيخ محمد بن عثيمين، وممن طلب العلم على يديه المشايخ: عبد الرحمن بن يوسف الشبل، وسليمان الأشقر الزامل، وعبد الله بن صالح اليحيا، وعبد العزيز الغرير، وعبد الله وعبد العزيز ابنا سليمان القاضي، ومحمد بن عثمان القاضي، ومحمد وصالح الونين – غفر الله لميتهم وأسبغ الصحة والعافية على باقيهم –
- الشيخ محمد بن علي بن عبد الله الحركان أول وزير عدل سعودي بالمملكة ولد الشيخ بالمدينة المنورة 1333 هـ وهو ينتمي إلى أسرة كبيرة ومعروفة في نجد بمنطقة القصيم بعنيزة وقد حاز على ثقة الملك سعود وفيصل ويعتبر الشيخ محمد هو مؤسس المناهج الدينية بالجامعات ورئيس أول حوار إسلامي مسيحي، صدر أمر ملكي بتحويل رئاسة القضاء إلى وزارة العدل وكان ذلك سنة 1391 هـ حيث تم هذا الأمر في عهد الملك فيصل بن عبد العزيز وصدر مرسوم ملكي بتعيينه وزيراً للعدل ليكون أول وزير للعدل في المملكة العربية السعودية، فانتقل من جدة إلى الرياض وظل - – في هذه الوزارة حتى عام 1395 هـ، تم ترشيحه بعد حصوله على التقاعد للعمل برابطة العالم الإسلامي وكان ذلك الترشيح بعد إحالته إلى التقاعد بفترة من الزمن حيث أنه أصبح في هذا الموقع خلفاً الشيخ محمد صالح القزاز وتم ذلك في شهر ذي القعدة عام 1396 هـ ليصبح الأمين العام لرابطة العالم الإسلامي وانتقل من الرياض إلى مقر عمله الجديد في مكة المكرمة.تُوفي في مستشفي الحرس الوطني في جدة يوم الجمعة 7/9/1403 هـ ودفن في مكة المكرمة في مقبرة المعلاة. نعاه وتحدث عنه بعد وفاته عدد من الشخصيات والكتاب في عدد من الصحف والمجلات المحلية والأجنبية منها مجلة «رابطة العالم الإسلامي» الشهرية في عددها العاشر من شهر 1403 هـ، مجلة «رسالة المسجد» الشهرية، وجريدة «الأهرام» في القاهرة.
- الشيخ عبد الرحمن ناصر السعدي من أشهر علماء الجزيرة العربية إمام الجامع الكبير بعنيزة ألف الكثير من المؤلفات والكتب الشرعية والتي تربو على ثلاثين مؤلف كما قام بالتدريس بحلقات العلم بالجامع الكبير بعنيزة ومن أشهر طلابه الشيخ محمد بن عثيمين والشيخ عبد العزيز السلمان والشيخ محمد السلمان والشيخ عبد الله البسام والشيخ محمد عثمان القاضي وقد توفي الشيخ عبد الرحمن السعدي عام 1376 هـ.
- الشيخ محمد بن صالح العثيمين من أشهر علماء العالم الإسلامي ويعد مرجعا فقهيا لكثير من طلاب العلم الذين أخذوا بالتوافد عليه للدراسة وطلب العلم حيث كان يقيم دروس في المسجد الجامع بعنيزة ودرس على يده الكثير من طلبة العلم من جميع بلاد العالم عمل بالتدريس بجامعة الإمام محمد بن سعود الإسلامية كما كان خطيبا وإمام للجامع الكبير بعنيزه له الكثير من المؤلفات والكتب والفتاوى توفي عام 1421 هـ.
- الشيخ عبدالله بن عبدالرحمن البسام قاضي تمييز وله مؤلفات مشهورة في الفقه والتاريخ وعضو في المجمع الفقهي ومدرس في المسجد الحرام.
- الشيخ عبد الله بن عبد العزيز العقيل من أشهر العلماء في عصره بالمذهب وأطلق عليه لقب شيخ الحنابلة ولد سنة 1335 هــ وهو ما زال في قيد الحياة متعه الله بالصحة والعافية وهو من أبرز طلاب الشيخ ابن سعدي وعلي أبو وادي ومحمد بن إبراهيم وهو من العلماء الذين كلفهم الملك عبد العزيز ي بالقضاء عام 1353 هـــ وعمره لم يتجاوز الثامنة عشر وتولى القضاء في أماكن عدة وكان رئيس مجلس القضاء الأعلى سابقاً وتفرغ بقية حياته للعلم والعلماء وطلبة العلم يكن في الرياض حي الهدى بجوار قصر المؤتمرات بالرياض.
- الشيخ محمد سليمان السلمان من أشهر طلاب الشيخين بن سعدي وبن عثيمين؛ خلف الشيخ بن عثيمين بعد وفاته بتولي الخطابة في الجامع الكبير وما زال إلى الآن.
- الشيخ محمد بن عبد العزيز بن عبد الله المطوع قراءه على الشيخ صالح بن عثمان القاضي وعلى الشيخ عبد الله بن محمد بن مانع ولازم الشيخ عبد الرحمن بن سعدي عين قاضيا في بلدة المجمعة عام 1375 هـ ثم نقل إلى قضاء مدينة عنيزة في عام 1378 هـ ثم نقل إلى قضاء بلدة الدلم كان واسع الاطلاع خصوصاً في اللغة العربية.
- الشيخ أحمد بن عبد الرحمن العثمان القاضي.
- يوسف بن عبد الله الشبيلي.

## آخرون
- أستاذ الجيل صالح بن ناصر الصالح مؤسس التعليم الحديث في نجد تخرج من مدرسة النجاح في مدينة الزبير بالعراق وكذلك في المدرسة الأميريه بالكويت وقام بالتدريس في كلا من البحرين وإمارة دبي. وبعدها عاد إلى مسقط رأسه عنيزة في بداية الخمسينات الهجريه واسس مدرسته الرائده.
- الدكتور علي بن عبد الله الدفاع بروفيسور رياضيات تخرج من جامعة eabody College of Vanderbilt University بأمريكا وحصل على شهادة الدكتوراه منها عمل في جامعة الملك فهد للبترول والمعادن.
- الشيخ منصوربن محمد أبا الخيل عمل قاضيا في الخبرا وقد قتل غدرا عام 1196 هـ.
- الدكتور عبد العزيز الخويطر من أشهر رجالات الدولة من أبناء عنيزة تقلد منصب وزير المعارف لفترة من الزمن وشغل وزير للدوله كان من أوائل السعوديين الحاصلين على درجة الدكتوراه من الخارج له العديد من المؤلفات الروائية والتوثيقيه، توفي في السادس والعشرين من رجب عام 1435 هـ.
- الأستاذ حمد بن عبد الله القاضي، عضو مجلس الشورى ورئيس التحريرالسابق لمجلة العربية.
- الشيخ إبراهيم السويل من رجالات الدبلوماسية السعودية وتقلد منصب وزير الخارجية السعودية لأكثر من سنه.
- السفير محمد الحمد الشبيلي من أشهر السفراء السعوديين.وكان من أقدر رجالات السلك الدبلوماسي السعودي...خدم في عدة بلدان وأمضى فترة غير قصيره كسفير للمملكة في الهند...أشتهر بحرصه الشديد على تذليل كل ما يواجهه المواطنين السعوديين خلال وجودهم بالهند
- الدكتور علي المحمد العباد تقلد منصب مدير عام الأمن في مستشفى الملك فيصل التخصصي ومركز الأبحاث تم تعينه في وزارة الخارجية وأشتهر ببراعته الدبلوماسية وشارك في العديد من المؤتمرات الدوليه ممثلا لبلاده في المحافل الدوليه بدأ تعليمه الأساسي في مدينة جده وأكمل تعليمه الجامعي والدراسات العليا في أمريكا عمل في سفارات المملكة في مصر والولايات المتحدة والأردن وألمانيا.
- الدكتور عبد الرحمن الشبيلي عمل في بداياته في الإعلام وكان من أشهر المذعين السعوديين تم تعينه وكيل لوزارة التعليم العالي ورئيسا للجنة المعادلات..انصرف للكتابه والتأليف.يتمتع بثقافة واسعه في التأليف والرواية..يعتبر من المؤسسيين الأوائل للنهضه الإعلاميه في المملكة.
- الدكتور علي بن حسن الحرابي يعمل مدير تطوير مهارات وقدرات الملاحين بأكاديمية الأمير سلطان لعوم الطيران في الخطوط السعودية، أكمل تعليمه العالي في كل من الولايات المتحدة الأمريكية وبريطانيا؛ تخصص في إدارة النقل الجوي والعوامل البشرية وحاصل على أفضل رسالة دكتوراة للعام 2000م بالجامعة؛ له عدة إنجازات ومساهمة رئيسيه في مجال الموارد البشرية وتنمية كوادرها وهو كاتب في صحيفة عكاظ ومجلة الثقافية التابعة للملحقية الثقافية السعودية في بريطانيا؛ يقيم في مدينة جدة وله نشاطات ومساهمات اجتماعيه كثيرة.
- الأستاذ إبراهيم بن عبد الله العضيبي مدير عام العلاقات الدولية بوزارة المالية سابقا تخرج من جامعة Denfer الأمريكية في الإدارة المالية عام 1981 وله إسهامات كثيرة في عدد من اللإتفاقيات الاقتصادية المبرمة مع الصين والبرازيل وغيرها من الدول.
- اللواء طيار ركن داود بن يوسف السليم الملحق العسكري السعودي في بريطانيا وأيرلندا.
- الدكتور عبد العزيز عبد الله الدخيَل عضو مجلس الشورى سابقا وعمل مديرا لجامعة الملك فهد للبترول والمعادن، حاصل على الدكتوراه من جامعة أريزونا في الولايات المتحدة الإمريكية.
- ينتمي لمدينة عنيزة الكثير من أعلام عالم الأعمال والاقتصاديين ذوي الحضور القوي في الاقتصاد السعودي أمثال (الشيخ وليد الجفالي وعبد العزيز السليمان الحمدان وخالد العليان وعبد الله ومحمد السبيعي ومحمد السليمان الصيخان والشيخ عبد الرحمن الهويش وأخرى ين غيرهم)

## التعليم والجامعات
يوجد في عنيزة عدد من الكليات مثل كلية الطب وكلية الهندسة وكلية العلوم والاداب وكلية المجتمع.بالإضافة لعدد كبير من المدارس لكآفة المستويات والمراحل الدراسية.

## المعالم الحضارية

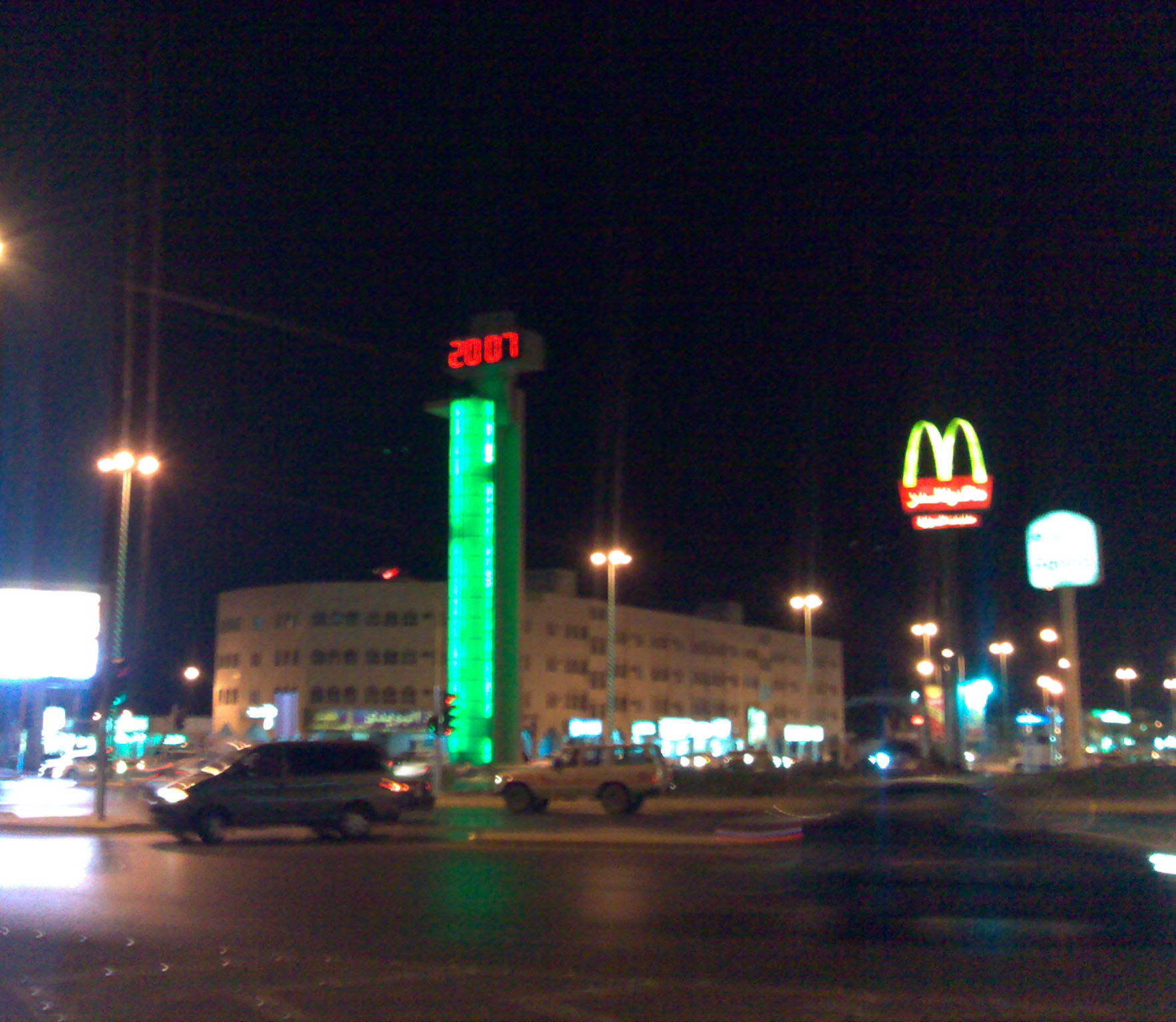
ميدان الساعة في وسط محافظة عنيزة

من المعالم الحضارية الموجودة بعنيزة:
- جامع العلامة عبد الرحمن بن سعدي.
- مركز الملك فهد الحضاري.
- ميدان الساعة الذي يقع في وسط المدينة.
- بيت البسام التراثي.
- مركز الشيخ علي بن عبد الله الجفالي.
- مبنى البلدية.
- مجمع عنيزة مول.
- مجمع العثيم مول.
- مبنى شركة الاتصالات السعودية.
- مبنى مؤسسة الشيخ محمد ابن عثيمين.
- مركز صالح ابن صالح الثقافي.
- سوق الخضار (سوق التمر).
- بيت الحمدان التراثي.
- سوق المسوكف.

## الأندية الرياضية

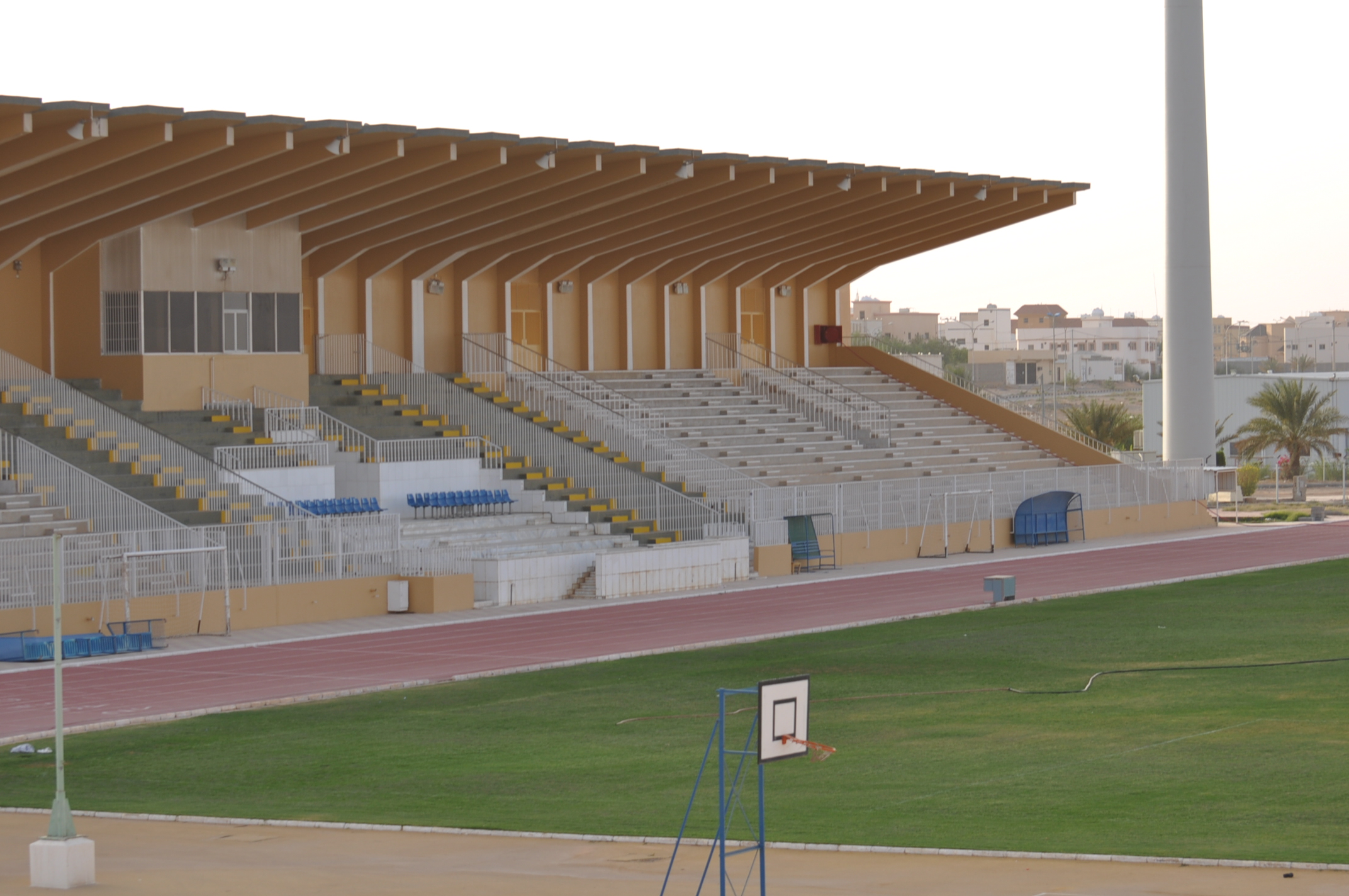

شعار نادي النجمة
شعار نادي العربي

تحظى محافظة عنيزة بناديين رياضيين هما نادي العربي ونادي النجمة.

## الصحف والمجلات
1. صحيفة عنيزة اليوم: الصحيفة الأولى بمحافظة عنيزة أسسها الاستاذ محمد الحربي، رئيس تحريرها محمد الصييفي ويترأس القسم الرياضي الشاب إبراهيم حمد الهطلاني.
2. صحيفة المجلس: صحيفة إلكترونية تصدر من عنيزة، أسسها عادل الشوشان بدعم مباشر من رجل الأعمال الشيخ فهد العوهلي.
3. مجلة باريس نجد: وهي تصدر في محافظة عنيزة بشكل دوري ربع سنوي، أسسها الأستاذ بدر الصقيهي بدعم مباشر من محافظ عنيزة المهندس مساعد السليم وقد حققت أهداف عنيزة الإعلامية بشكل مرضي.
4. مجلة تجارة عنيزة: تصدر عن الغرفة التجارية الصناعية الفرعية بعنيزة بشكل شهري وتتضمن عدد من المواضيع الصناعية والتجارية والزراعية وكذلك العديد من المقالات والاستطلاعات وتغطيات أنشطة الغرفة.
5. مكتب لجريدة الجزيرة: يمثلها أربعة مراسلين من غير الطاقم الإداري والتي كان يترأسها الأستاذ محمد العبيد.
6. مكتب لجريدة الرياض: يمثلها عدد من المراسلين من غير الطاقم الإداري ويترأسهم الأستاذ عبد الرحمن البقمي وللجريدة النصيب الأوفر من التغطيات الإعلامية لمهرجانات وفعاليات عنيزة.
7. جريدة عكاظ: يمثلها مراسلين اثنين.
8. جريدة الوطن: يمثلها مراسل واحد.
9. جريدة الحياة: يمثلها مراسل واحد.
10. جريدة اليوم: يمثلها مراسل واحد.
11. جريدة الاقتصادية: تغطي منطقة القصيم.

## الجمعيات الخيرية والاجتماعية
عرفت عنيزة بكثرة الأعمال الاجتماعية والخيرية ففيها سبع جمعيات خيرية تسابق أبناء عنيزة في إنشائها ودعمها وهي :
1 - جمعية عنيزة الخيرية للتنمية والخدمات الإنسانية ويندرج تحتها مركز علي بن عبد الله التميمي للتربية الخاصة ومجمع علي بن عبد الله الجفالي للرعاية والتأهيل.
وتقدم الجمعية خدمة التربية الخاصة والرعاية والتأهيل للمعوقين من الجنسين.
2 - جمعية تحفيظ القرآن الكريم
3 - مؤسسة عبد العزيز بن محمد العوهلي الخيرية لتنمية المجتمع
تأسست في السادس عشر من رمضان 1429هـ
- مروءة هي لجنة تعزيز العمل الاجتماعي/التطوعي بعنيزة

4 - جمعية عنيزة النسائية وهذه جمعية حديثة وتعنى بالمرأة من الناحية الثقافية والأسرية.
5 - الجمعية الخيرية الصالحية وهي جمعية فريدة حيث تم تأسيسها وفاء للمربي الفاضل صالح بن صالح، ويندرج تحتها :
مركز صالح بن صالح الثقافي ومركز الأميرة نورة الاجتماعي ومركز ابن سعدي للبحوث ومركز الحنطي للتدريب ومجلس عنيزة للشعر الشعبي.
6 - مؤسسة الشيخ محمد بن عثيمين الخيرية  وتهدف إلى العناية والاهتمام بالتراث العلمي للشيخ ومواصلة الأعمال التي كان يقوم بها في مختلف ميادين الخير والبر والإحسان.
7 - جمعية الـبر الخيرية وتهدف إلى تقديم مساعدات المالية والعينية لكافة الفئات المحتاجة والإسهام في إكساب الفئات المحتاجه لمهارات النجاح في الحياة من خلال برامج التعليم والتدريب والاستشارة والأبحاث وإقامة ودعم المشاريع الخيرية التي تسهم في تقديم الخدمات الاجتماعية والتعليمية والصحية ويندرج تحتها:
- المستودع الخيري

8 - صندوق إقراض الراغبين بالزواج بمحافظة عنيزة والذي أصبح اسمه الجمعية الخيرية لتيسير الزواج والرعاية الأسرية .
9 - الجمعية التعاونية الزراعية تعد من أوائل الجمعيات التعاونية بالمملكة فقد تأسست في 11/2/1384 هـ وحصلت على السجل التعاوني رقم 16 وهذا يدل دلالة واضحة على ما يتمتع به أهل هذه المحافظة من وعي وإدراك لأهمية العمل التعاوني عموما والزراعي على وجه الخصوص.

## الفنون والتراث الشعبي
في عنيزة ست فرق للفنون الشعبية وكل منها له مقر ونشاط مستقل وهي :
- دار عنيزة للتراث الشعبي.
- دار عنيزة الأولى للفنون.
- ديوانية عنيزة للمحاورة والشعر الشعبي.
- مجلس عنيزة للشعر الشعبي.
- نادي عنيزة للنظم والردية.

## السياحة

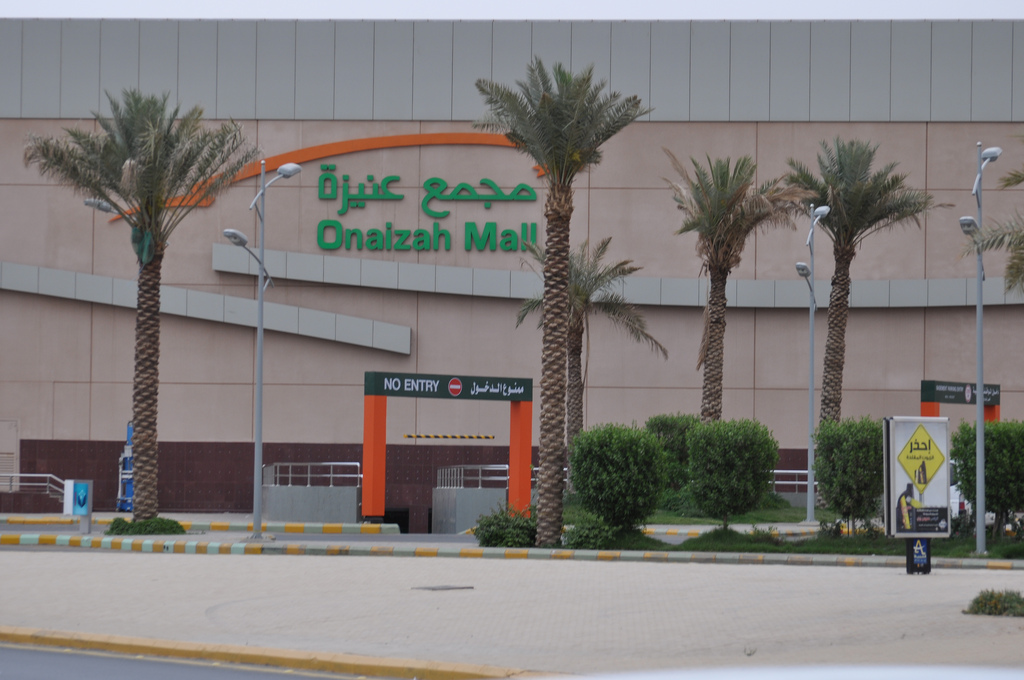
مجمع عنيزة يعتبر من مراكز التسوق الحديثة بالمحافظة.

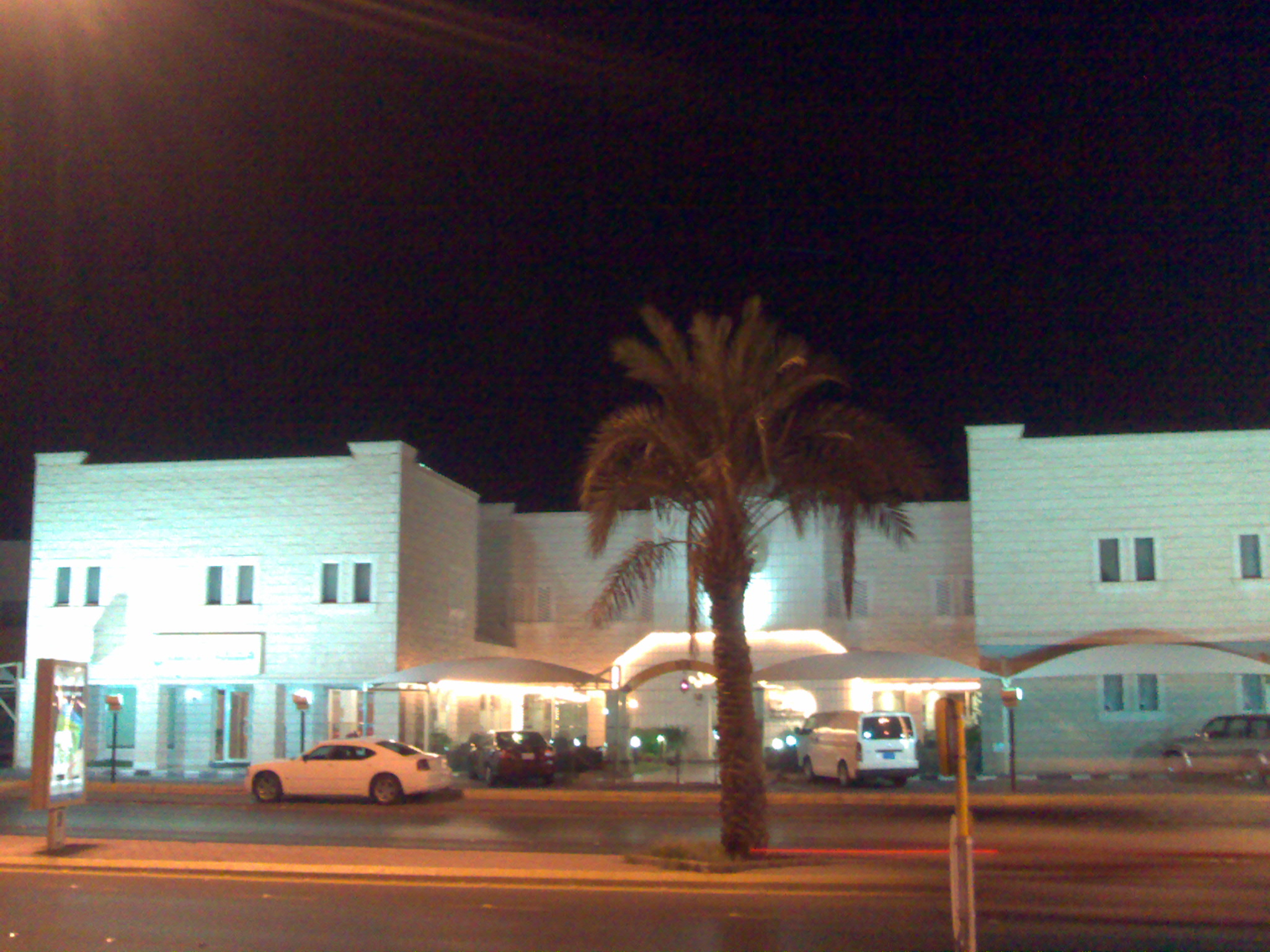

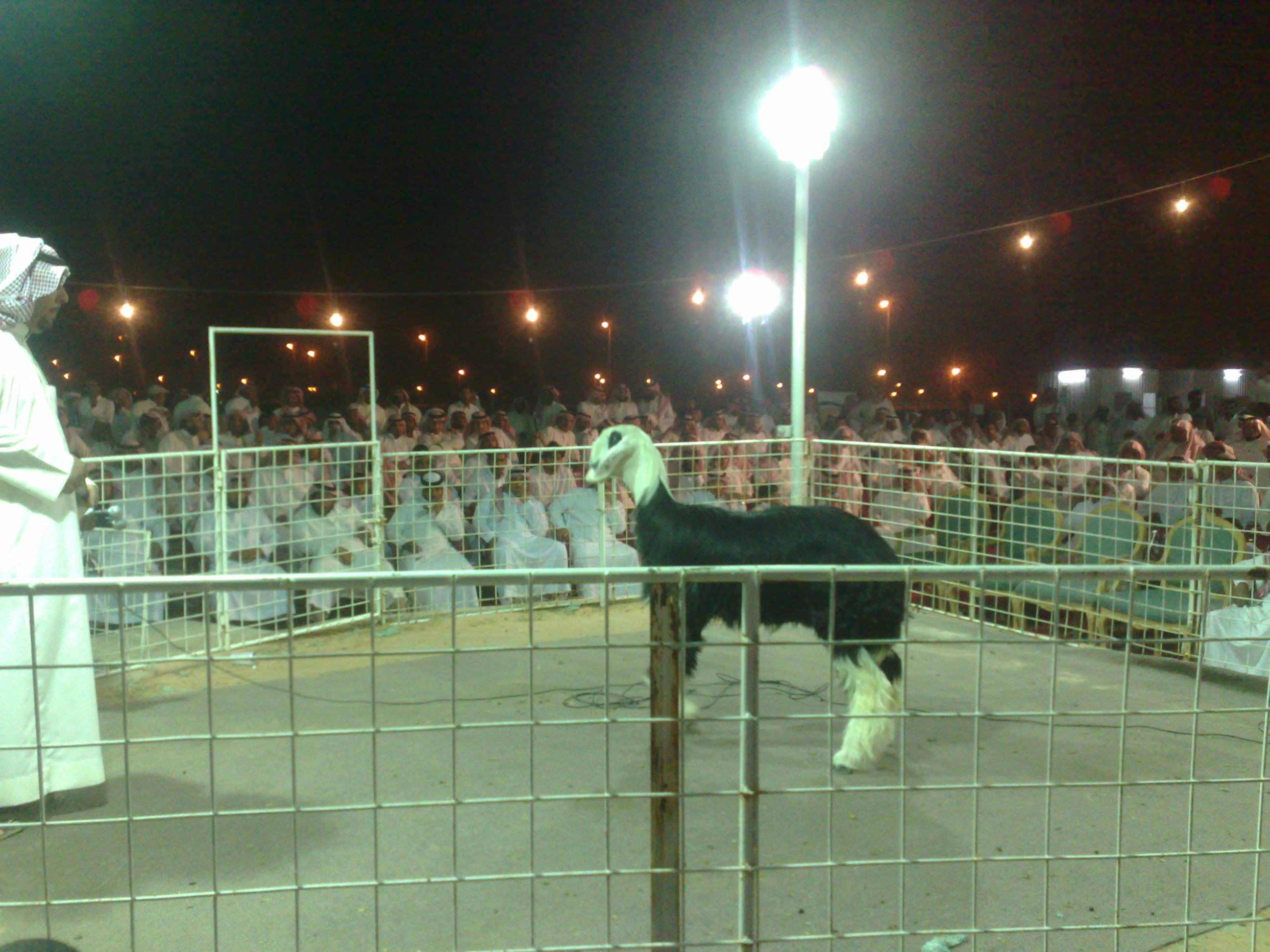

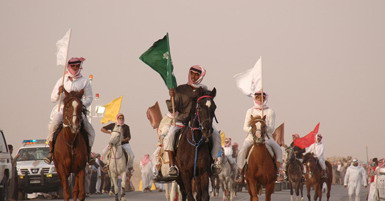
.

يوجد في عنيزة أثنا عشر مهرجان معتمد من قبل الهيئة العامة للسياحة والتراث الوطني السعودية بالمملكة وقد تم وضع رزنامة لجميع هذه المهرجانات بدعم واعتراف من قبلها.
ومن المعالم السياحية :
- العثيم مول: الواقع على طريق الملك سعود، شمال مستشفى الملك سعود. يعد من أحدث المراكز التجارية في محافظة عنيزة.
- منتزهات الحاجب: الواقع في الدائري الجنوبي يعتبر المعام السياحي الأبرز في المدينة، وتم توسعته في الآونة الأخيرة ويحتوي محلات التأجير لبيع المستلزمات على الزوار بالإضافة لألعاب الأطفال وتقام فيه فعاليات وأنشطة صيفية.
- بحيرة العوشزية : تقع شرق المدينة وتعتبر أكبر بحيرة بالجزيرة العربية.
- منتزهات الغضا : تقع جنوب المدينة وهي تحوي أشجار الغضا التي تشتهر بها عنيزة.
- المسرح الروماني : مخصص للفعاليات السياحية ويقع على طريق الدائري الجنوبي.
- وادي الرمة: يقع شمال غرب المدينة.
- مدينة دريم لاند الترفيهية: واحدة من أفضل المدن الترفيهية وأكبرها على مستوى المنطقة بموقعها المتميز على الطريق الدائري الغربي على مساحة تصل إلى (125000) متر مربع. وتتميز المدينة بمجموعة من الألعاب تزيد على (25) لعبة إلى جانب (التلفريك) الذي يكشف المدينة بكامل مساحتها ويعتبر الوحيد على مستوى منطقة القصيم. كما تتميز المدينة بمساحات كبيرة من المسطحات الخضراء بمساحة تصل إلى (40.000) متر مربع إلى جانب ثلاث بحيرات للألعاب المائية ومواقف للسيارات تكفي لأكثر من (700) سيارة.

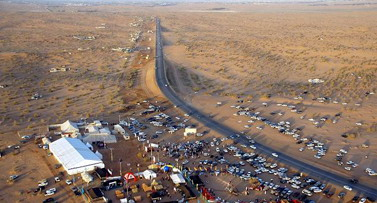
منتزه الغضا

- منتزة حديقة الحيوان: الواقع في غرب محافظة عنيزة بجانب منتجع آسيا النسائي وهو مخصص للنساء والأطفال ويعد من أوائل المنتزهات التي أنشأت في عنيزة. ويتميز بوجود العديد من الحيوانات المفترسة والأليفة وأنواع من الزواحف. إضافة إلى العديد من محلات التأجير النسائية لبيع المستلزمات على الزوار وكذلك المسطحات الخضراء والألعاب المتنوعة ومسرح لإقامة البرامج والفعاليات.
- مغارة السبيل: وتحوي عدداً من المغارات كمغارة الصقور ومغارة الغزلان والمغارة المائية بالإضافة إلى النوافير والشلالات والبحيرات كفكرة جديدة رائدة في المنطقة.
- أدغال للنزل الريفية (المشروع تحت الإنشاء) والذي يعد من المشروعات غير المسبوقة في المنطقة، حيث يقع المشروع على مساحة إجمالية تزيد عن 120.000 م² على طريق الثمانين الهيكلي شمال عنيزة.
- مركز الفيصل للبولينج: يقع على شارع السفير الشبيلي مقابلاً للمنطقة الصناعية ويحتوي المركز على عشر مسارات للبولينج على أحدث طراز وآخر ماتوصل له تطوير هذه اللعبة وهو أول مركز من نوعه بمنطقة القصيم حيث أنه يقع في مساحة 2000 م2 تقريباً. مركز متكامل المرافق حيث يوفر 14 طاولة بلياردو وعلى كوفي شوب ومطعم وركن خاص بالرماية كما يحتوي على ركن لألعاب البلاي ستيشن وألعاب أطفال، كما أنه سبق للمركز تنظيم بطولة المملكة للبلياردو والتي تنظمها الرئاسة العامة للشباب وكذلك تنظيم بطولة المملكة للناشئين للبولينج.
- منتزة عنيزة الوطني: من المتنزهات الوطنية التابعة لوزارة الزراعة، وتُشرف عليه مديرية الزراعة في محافظة عنيزة. ويقع في الجزء الشرقي من متنزهات الغضا، وتبلغ مساحته الإجمالية 361 كلم2.